# Krosin (Złocieniec)
Krosin – część miasta Złocieniec, osiedle, dawna wieś włączona do miasta.
Osiedle znajdujące się w północno-wschodniej części miasta nad zachodnim brzegiem jeziora Krosino. Tu mieścił się Ordensburg Krössinsee, nazistowski ośrodek szkoleniowy, działający w latach 1936–1945.
W latach 1975–1998 miejscowość administracyjnie należała do województwa koszalińskiego.